# Pedro Cardoso (Dichter)
Pedro Monteiro Cardoso (geb. 13. September 1890, Fogo, Überseeprovinz (província ultramarina) Kap Verde; gest. 31. Oktober 1942, Praia) war ein Schriftsteller, Dichter und Folklorist aus Kap Verde.

## Leben
Cardoso wurde 1889 auf der Insel Fogo geboren. Einige Quellen geben als Nationalität auch Portugiesisch-Guineisch (Bissau Guinean) an.
Cardoso war beeinflusst von der frühen Schriftstellern des kolonialen Kap Verde, unter anderem Eugénio Tavares und José Lopes da Silva von São Nicolau.
Später zog er in die damalige Kolonial-Hauptstadt Praia, wo er Bücher und Gedichte mit Bezug auf klassisch-romantische Themen. 1933 veröffentlichte er ein Werk mit Bezug auf kapverdische Folklore mit dem Titel Folclore Caboverdiano, worin er traditionelle Geschichten und Musik versammelte. Sein Spätwerk war von anderen Dichtungen und Kurzgeschichten beeinflusst. Es wurde im Review-Magazin Claridade zwischen 1936 und 1960 veröffentlicht.
Er verstarb 1942 in Praia im Alter von 53 Jahren.

## Vermächtnis
Sein Gedicht „Nha Codê“ wurde von der Band Simentera im Album Raiz (1992) vertont.

## Werke
- Folclore Caboverdiano [Kapverdiche Folklore] 1933.
- Auswahl in O Manduco.
- Nha Codê.
- Auswahl in Claridade.